# رونالد جوزيف مور
رونالد جوزيف مور (بالإنجليزية: Ronald Joseph Moore)‏ هو عسكري نيوزيلندي، ولد في 10 سبتمبر 1915، وتوفي في 15 أغسطس 1992.